# 一柳信行
一柳 信行（いちりゅう のぶゆき、1967年5月31日 - ）は、中国放送（RCC）のアナウンサー。広島県大竹市出身。

## 人物
広島県立廿日市高等学校、福岡大学法学部法律学科卒業後、1990年に入社。
スポーツアナウンサーとしてプロ野球（広島東洋カープ）や陸上競技などの実況中継、レポーターなどを担当している。
姉がいる。

## 現在の担当番組

### テレビ
- 侍プロ野球、他スポーツ中継
- RCCニュース

### ラジオ
- RCCカープナイター
- カープのUlala!（2021年4月 - 、不定期出演）
- 中国新聞ニュース

## 過去の担当番組

### テレビ
- 開運!びんご体験記
- 新春カープ夢ゴルフ
- スポ天
- ひろしま大通り→ほりばた宝恋草→週刊C-TIME（週刊パパたいむ）（終了）の前身
- 選挙の日2024広島（2024年10月27日）リポーター

### ラジオ
- Sunday Super Studium

## エピソード
- 2007年にTBSラジオ珍プレー好プレー大賞を受賞している。受賞理由はカープデーゲーム中継で広島市民球場から楽天戦を実況していたところ、実況ブースにスズメバチが入ってきたことによってパニックに陥ったため（当日の放送の解説は木下富雄）。

- 2014年4月6日の広島 - DeNA戦では、2回表開始前にRCC向けのプレゼントの告知を行った。この中継はJ SPORTS STADIUM向けにも放送されており、前述のプレゼントの告知の様子も映されていた。その後RCC地上波ではCMに入り、J SPORTS STADIUMに裏送りされている状況になった。通常カープ戦を中継している在広局は、自局がCM中の時、球場の音声のみ流している。しかし、その時放送席のマイクは入りっ放しだった。そのため、プレゼントである前田健太（当時広島カープ投手）選手のユニフォーム（当日のスターティングメンバ全選手のサイン入り）に隠れてしまった、一柳アナの隣にいた解説の山崎隆造がそのことに対し「映ってないし…別にいいし…」などと次打者のトニ・ブランコが打席の間ずっと呟いていた（一柳アナの笑い声なども音声にのってしまった）。また、この後レポーターの石田充の呼びかけを無視するなど、通常の中継では見られない光景があった。
- 2016年9月10日の東京ドームで開催された巨人 vs 広島で、1991年以来25年ぶり広島東洋カープのセントラルリーグ優勝を決めた試合でラジオの実況を担当した（当日の放送の解説は安仁屋宗八と横山竜士）。